# سیلویا رافائل
سیلویا رافائل شودت (متولد ۱ آوریل ۱۹۳۷ – درگذشته ۹ فوریه ۲۰۰۵) یک مأمور اسرائیلی موساد بود که در آفریقای جنوبی به دنیا آمد. او به دلیل نقشش در ماجرای لیلهامر در نروژ، به قتل محکوم شد.

## زندگی
سیلویا رافائل در گراف رینت، آفریقای جنوبی، از پدری یهودی و مادری مسیحی متولد شد و به‌عنوان یک مسیحی بزرگ شد. در سال ۱۹۶۳، پس از مشاهده یک حادثه یهودستیزانه در کشورش، به اسرائیل مهاجرت کرد. او ابتدا در یک کیبوتز زندگی می‌کرد و بعداً به‌عنوان معلم کار کرد. سپس به تل‌آویو نقل مکان کرد و در آنجا توسط موساد استخدام شد.
رافائل با وکیل مدافع نروژی خود، آنائوس شوت (Annæus Schjødt)، ازدواج کرد. در سال ۱۹۷۷، او از نروژ اخراج شد، اما دو سال بعد اجازه اقامت گرفت. در سال ۱۹۹۲، به زادگاهش، آفریقای جنوبی، بازگشت و در آنجا ساکن شد. او در فوریه ۲۰۰۵ در سن ۶۷ سالگی بر اثر سرطان درگذشت.
رافائل در قبرستان کیبوتس رامت‌هاکوش به خاک سپرده شده است.

## حرفه جاسوسی
پس از آموزش، او به درجه «مبارز» رسید که بالاترین رتبه برای یک مأمور موساد است و این رتبه، رافائل را برای فعالیت در کشورهای خارجی واجد شرایط می‌کرد. او با پاسپورت کانادایی و در قالب یک روزنامه‌نگار آزاد به نام پاتریشیا راکسبورو، که یک عکاس واقعی کانادایی بود، به پاریس فرستاده شد.
هنگامی که دولت اسرائیل تصمیم گرفت عوامل سپتامبر سیاه را که در سال ۱۹۷۲ قتل‌عام مونیخ در آلمان غربی را مرتکب شده بودند، ردیابی کند، رافائل اطلاعات ارزشمندی ارائه داد که منجر به کشته شدن سه نفر از آن‌ها شد. او سپس به یک تیم موساد منصوب گردید. این عملیات، بخشی از مأموریت مخفیانه موساد برای ترور افرادی بود که در کشتار المپیک ۱۹۷۲ مونیخ نقش داشتند.
رافائل بخشی از گروهی از مأموران موساد بود که در ۲۱ ژوئیه ۱۹۷۳، در یک پرونده هویت اشتباه معروف به «ماجرای لیلهامر»، پیشخدمت مراکشی‌ای به نام احمد بوچیکی (برادر چیکو بوچیکی) را در لیلهامر نروژ به قتل رساندند.مأموران ادعا کردند که او را با علی حسن سلامه، سازمان‌دهنده اصلی گروه سپتامبر سیاه که در طراحی کشتار مونیخ نقش داشت، اشتباه گرفته‌اند.
رافائل اندکی پس از قتل دستگیر شد. در ۱ فوریه ۱۹۷۴، دادگاه تجدید نظر عیدسی او را به اتهام قتل برنامه‌ریزی‌شده (که جدی‌ترین نوع محکومیت به قتل طبق قوانین نروژ است)، جاسوسی و استفاده از اسناد جعلی محکوم کرد. با وجود محکومیت به پنج سال و نیم حبس، پس از گذراندن ۱۵ ماه از دوران محکومیت خود، در ماه مه ۱۹۷۵ آزاد شد و به عنوان یک مجرم خارجی از نروژ اخراج گردید. این اقدام مطابق با رویه‌ای بود که بر اساس آن خارجیانی که به جرایم سنگین محکوم می‌شدند، معمولاً پس از سپری کردن بخشی از محکومیت خود از کشور اخراج می‌شدند..

## بزرگداشت

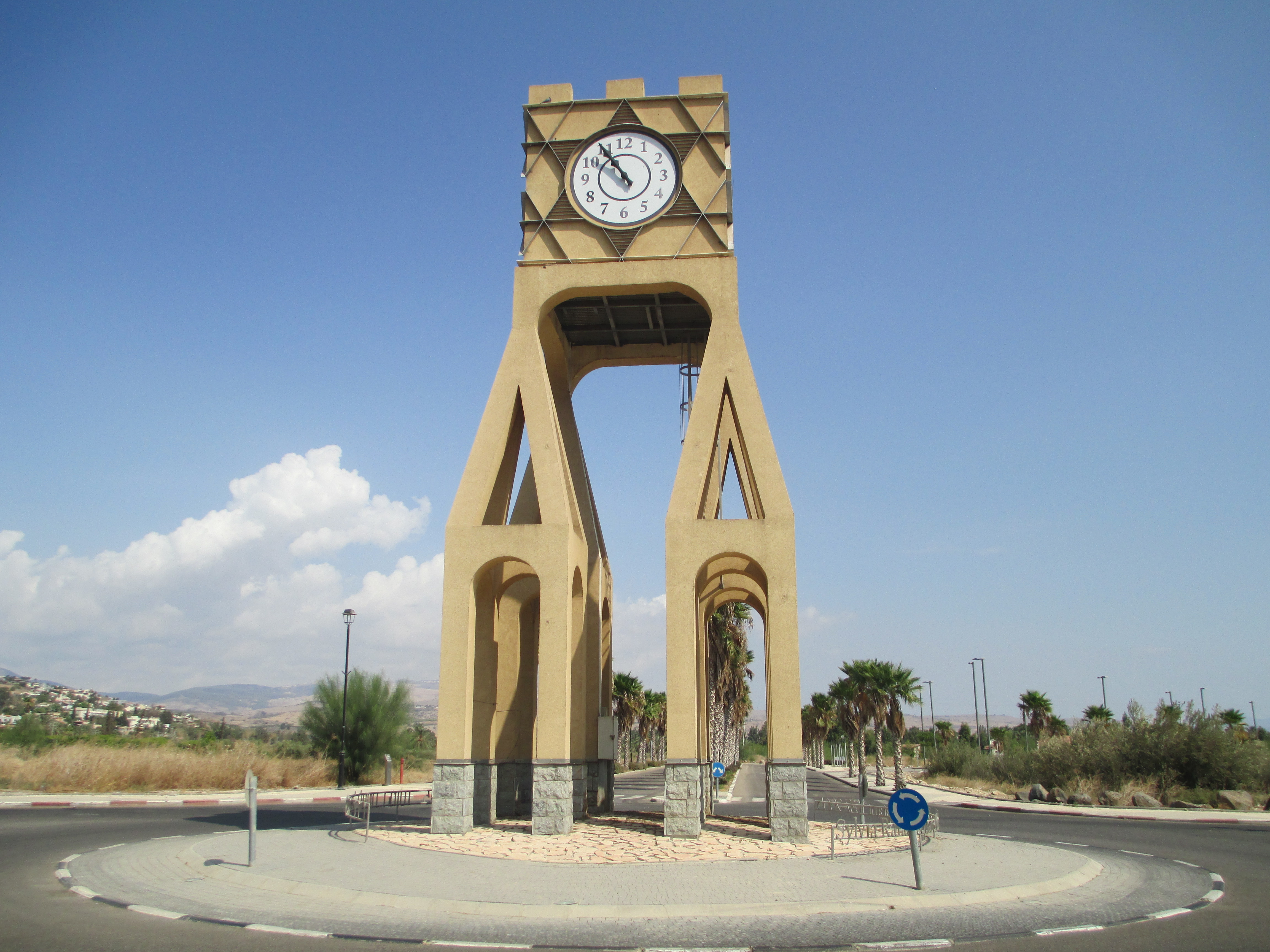
دوربرگردان سیلویا رافائل

یک دوربرگردان به اسم او در شهر میگدال اسرائیل ساخته شد.
در سال ۲۰۱۶، کارگردان ساکسون لوگان فیلمی مستند از زندگی او به نام (سیلویا: ردیابی خون) گردآوری کرد.
در سال ۲۰۲۳، نمایشگاهی از عکاسی‌های او در مرکز اسحاق رابین در تل‌آویو افتتاح شد و نتایج خود را به عنوان یک عکاس خبری ارائه کرد.این نمایش شامل پرتره‌هایی از جمال عبدالناصر و انور سادات، صحنه‌های سیل در یمن، ناآرامی‌های اجتماعی در جیبوتی، و همچنین زندگی روزمره در لبنان و اردن است.